# 宇多田光
宇多田光（日语：／ Utada Hikaru，1983年1月19日—）是一名日裔美籍創作歌手兼音樂製作人，1999年推出的首張音樂專輯《First Love》為日本史上銷量最高記錄的音樂作品。
宇多田光出生於美國紐約州紐約市，為音樂製作人宇多田照實與演歌歌手藤圭子的獨生子嗣。1998年，她以本名發行日語出道單曲Automatic／time will tell後，成功在日本掀起節奏藍調風潮。其後她憑著《First Love》、《Distance》與《DEEP RIVER》多張暢銷專輯確立她在日本樂壇的地位。她曾經在2010年發表「人間活動」宣言後，於2011年至2015年短暫離開樂壇，其後在2016年復出並繼續活躍樂壇至今。
作為創作歌手，宇多田光從出道起便大量參與歌曲的創作，其後亦開始參與歌曲的編曲與製作，是少有詞、曲、編、監、唱五方面皆為頂尖級別的全能型歌手，被譽為「亞洲一姐」、「最強歌姬」、「流行天后」。
根據《Oricon公信榜》的數據，宇多田光以超過3,700萬張實體唱片銷量成為平成時代總銷量第十高的歌手。日本流行音樂史上最暢銷的十張專輯，宇多田光一人獨占三張，包括以769萬張銷量成為日本流行音樂史上最高銷量的《First Love》。第二張日語專輯《Distance》亦曾經是全球音樂史上最高單週銷量的專輯。2007年的單曲Flavor Of Life亦曾刷新當時歌曲數碼銷量的世界紀錄，最終下載量突破800萬首。另外，宇多田光以超過76億日元的收入成為平成時代收入第二高的音樂人，僅次於小室哲哉。她亦曾兩度進軍歐美樂壇，並成為史上第七位擁有《告示牌》二百強專輯榜前百名專輯的日裔歌手，使她成為在歐美最知名的日本歌手。

## 經歷

### 1983年－1998年：童年與出道
1983年1月19日，宇多田光在美國紐約州紐約市出生，童年一直往返紐約跟東京生活。宇多田光在特殊而複雜的家庭環境下成長，父母間曾經歷多次離婚再復合，然而雙親都非常支持並鼓勵宇多田光唱歌。1990年，宇多田光跟作為演歌歌手的母親藤圭子、音樂製作人的父親宇多田照實三人組成家族樂團「U3」。1992年，U3發行了他們首張專輯《STAR》。1995年，U3改名為「cubic U」，由12歲的宇多田光作為樂團主唱，繼續於歐美地區發行音樂唱片。其後母親藤圭子亦於1996年以「藤圭子 with cubic u」名義在日本發行單曲冰冷的月亮 ～請不要哭～。
1997年，宇多田光以「Cubic U」個人名義接連發行了I'll Be Stronger與Close to You兩首英語單曲，其中Close to You為翻唱自木匠兄妹的歌曲。1998年1月，她繼續以同樣名義發行了英語專輯《Precious》，並參與了翻唱曲以外所有專輯曲的創作。然而專輯並未有受到當時市場重視，日本首批出貨量僅8,000張，然而隨著宇多田隔年爆紅後，專輯亦再版大賣超過70萬張。
在錄製專輯《Precious》期間，宇多田光於錄音室偶遇EMI音樂日本（當時為東芝EMI）的音樂製作人三宅彰，對方得知她會創作後向她提議嘗試以日語創作。她其後與東芝EMI正式簽約，準備以日語歌曲在日本出道。1998年12月9日，她以宇多田光的名義發行首張日語單曲Automatic／time will tell正式出道。

### 1999年－2004年：市場巔峰
單曲最初並未獲得亮眼的銷量，然而踏入1999年後開始變得熱賣，排行榜名次亦隨之急速上升。單曲最終銷量突破206萬張，成為日本史上女歌手第二高銷量單曲，正式開啟歌姬時代。1999年2月17日，宇多田光緊接著出道單曲的熱賣發行第二首單曲Movin' on without you，成為她第一首冠軍單曲，累積銷量也再次突破百萬張。1999年3月10日，宇多田光發行個人首張日語專輯《First Love》。專輯的日本首週銷量達到202萬張，最終銷量超過769萬張，成為日本史上銷量最高的專輯。專輯於台灣亦售出超過50萬張，創下當地史上最高銷量的日語專輯紀錄。《First Love》最終在全球範圍售出約1,000萬張，成為全亞洲史上最高銷量的專輯。宇多田光憑此成為登上亞洲樂壇最巔峰，成為當時最紅的日本歌手。專輯同名曲其後作為重發單曲發行仍獲得超過80萬張的銷量，年底亦成為台灣HitFM百大單曲年度冠軍歌曲。她於同年6月開始正式登上電視節目宣傳，接連打破了當時《MUSIC STATION》、《HEY!HEY!HEY!MUSIC CHAMP》與《SMAP×SMAP》等多個節目的歷史收視紀錄，使她成為收視靈藥，被多個節目爭相邀約亮相。
宇多田光於1999年年底至2000年接連發行Addicted To You、Wait&See ～Risk～與For You／Time Limit多首單曲，其中Addicted To You創下破百萬張首週銷量，其餘兩首單曲亦取得商業成功。2000年夏天，她舉行了出道後首次全國大型巡迴演唱會「Bohemian Summer ～宇多田光 Circuit Live 2000～」。演唱會結束後，她便於同年秋天前往美國哥倫比亞大學就讀，但其後因大學生活未如想像般而決定休學，回到日本繼續歌唱事業。2001年2月16日，宇多田光發行專輯先行單曲Can You Keep A Secret?。該單曲累積銷量突破148萬張，其後成為2001年全年最高銷量單曲。宇多田光第二張日語專輯《Distance》於2001年3月28日發行，發行後以超過300萬張的首週銷量刷新當時專輯首週銷量的世界紀錄，而此紀錄其後於2015年被愛黛兒的《25》打破。《Distance》最終銷量突破447萬張，成為全年最高銷量專輯，以及日本史上第四高銷量專輯。同年7月，宇多田光於東京電視台天王洲攝影棚舉行「MTV Unplugged」演唱會，成為當時舉辦此系列演唱會的最年輕歌手。
宇多田光其後於2001年至2002年接連發行了FINAL DISTANCE、traveling、光與SAKURA Drops／Letters多首單曲，除了FINAL DISTANCE外其餘全部取得週榜冠軍。期間她亦與小島唱片跟Def Jam唱片簽署合約，為在歐美樂壇出道作準備。2002年5月，她因卵巢腫瘤手術後的藥物副作用而宣佈暫停所有宣傳工作，直至身體狀況回復正常。她的第三張日語專輯《DEEP RIVER》於同年6月19日發行。專輯首週賣出超過235萬張，最終銷量超過360萬張，再次打進日本史上最高銷量專輯排行前十位。同年9月，宇多田光突然宣佈與曾多次合作的攝影師紀里谷和明結婚，其後在2003年僅發行了一首單曲COLORS。2004年2月，宇多田光舉行了5場日本武道館演唱會「Utada Hikaru in Budokan 2004 光之5」，從超過100萬封來函中抽出總共5萬名入場觀眾。其後她亦在上半年分別發行了首張單曲合輯《Utada Hikaru SINGLE COLLECTION VOL.1》跟單曲如願以償。單曲合輯其後成為全年銷量最高專輯，使宇多田光成為日本樂壇首位獲得四次專輯年榜冠軍的歌手。

### 2004年－2005年：進軍歐美
2004年8月，宇多田光以Utada名義發行英語單曲Easy Breezy，作為即將發行的英語專輯主打單曲。9月8日，宇多田光以Utada名義發行的英語專輯《EXODUS》於日本率先發行。作為宇多田光進軍歐美樂壇的首張作品，專輯的製作費用高達五億日元，並請來知名音樂製作人提姆巴蘭製作歌曲。與宇多田光過往作品不同，《EXODUS》揉合了流行、舞曲、放克等不同音樂風格。宇多田光形容這張專輯極具實驗性，自己在創作這張作品時就像個在地下實驗室反覆試驗的瘋狂的科學家一樣。專輯於日本發行首週售出超過50萬張，打破當地外語錄音室專輯的最高首週紀錄，累積銷量其後亦突破百萬張。
專輯於翌月在美國發行後反應欠佳，發行首週僅空降美國《告示牌》二百強專輯榜第160位，以及最佳熱門發現專輯榜第5位。專輯於發行次週便掉出專輯榜前200位，全美累積銷量僅5.5萬張。專輯的發行單曲亦未能取得商業成功，唯一例外的是曾登上《告示牌》舞曲夜店歌曲榜冠軍位置的Devil Inside。在2004年底至2005年初，宇多田光一直往返日本與美國為專輯宣傳，包括登上《MUSIC STATION》、《HEY!HEY!HEY!MUSIC CHAMP》等日本音樂節目，以及在2005年2月於美國紐約的天窗攝影棚舉行了一場小型演唱會。2005年下半年，她把《EXODUS》的宣傳重心移到歐洲市場，包括在10月發行專輯的英國版本，並發行英國限定單曲You Make Me Want To Be A Man。

### 2005年－2008年：回歸日本

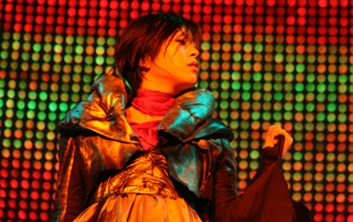
2006年8月，宇多田光於全國巡迴演唱會「UTADA UNITED 2006」埼玉超級競技場場次的表演。

英語專輯的宣傳活動進入尾聲後，宇多田光於2005年年底回歸日本樂壇，並在2005年至2006年接連發行Be My Last、Passion與Keep Tryin'多首日語單曲。然而宇多田光的唱片銷量從此時開始急速下滑，幾首單曲的累積銷量均只有十多萬張，使她從樂壇的天之驕女變為普通的流行歌手。2006年6月14日，宇多田光發行睽違四年的第四張日語錄音室專輯《ULTRA BLUE》。專輯首週售出超過50萬張，累積銷量約91萬張，成為她在日本首張未能達到百萬銷量的日語專輯。雖為她的個人低谷，但專輯仍然打進該年專輯年榜前十位。同年夏天，她舉行了相隔六年以來的全國大型巡迴演唱會「UTADA UNITED 2006」。演唱會於7月1日的仙台場次開始，其後於9月10日的東京場次結束，總共巡迴演出22場。
演唱會結束後，宇多田光於2006年至2007年分別發行我是熊、Flavor Of Life與Beautiful World／Kiss & Cry多首單曲。其中Flavor Of Life一曲獲得極大商業成功，被媒體形容為「女王復活」，發行首週售出超過27萬張實體銷量，比起前作我是熊的約4萬張首週銷量大幅回升，其後連續三週高據單曲榜冠軍位置，並以超過60萬張實體銷量成為全年銷量亞軍單曲。單曲在線上下載方面獲得更大的成功，包括刷新當時歌曲數碼銷量的世界紀錄，最終下載量亦突破800萬次。2007年3月，宇多田光宣佈已經跟丈夫紀里谷和明離婚的消息，與對方和平分手。2008年，宇多田光發行專輯先行單曲HEART STATION／Stay Gold後，便於3月19日發行第五張日語錄音室專輯《HEART STATION》。專輯發行首週售出超過48萬張，最終銷量突破百萬張，銷量比起前作回升，成為女性個人歌手最後一張突破百萬銷量的原創專輯，此紀錄在2024年仍未被打破。而重發單曲Prisoner Of Love在線上下載方面亦取得商業成功，成為日本iTunes Store全年下載量第三名歌曲。

### 2009年－2010年：重返歐美

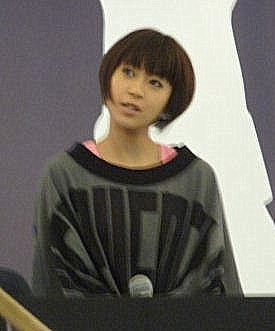
2009年3月，宇多田光於紐約出席專輯《This Is The One》的聆聽活動。

2009年，宇多田光再次回到歐美市場，準備以Utada名義再次發行英語專輯，並於同年1月公開專輯主打單曲Come Back To Me試聽片段。歌曲其後於2月9日派往美國電台播放，並同時以線上下載形式發行。有別於上一張英語專輯《EXODUS》的風格，這次英語專輯的曲風以節奏藍調為主，宇多田光形容這是想要向美國主流樂壇靠攏，於是以美國流行的曲風作為專輯基調。專輯也請來曾與尼歐、碧昂斯合作的音樂製作團體星門製作歌曲。期間她亦在日本發行《點 -ten-》與《線 -sen-》兩本書籍，其中《點 -ten-》收錄了本人新撰寫文字約15,000字，與過去的訪問跟語錄，以及約200張相片。而《線 -sen-》則把個人部落格近十年來的所有日記集結成冊，並加上當年《First Love》專輯攝影師久家靖秀為她新拍攝的照片。
3月14日，以Utada名義發行的第二張英語專輯《This Is The One》於日本率先發行。專輯僅以三天的7.8萬張首週銷量空降專輯排行榜季軍，並連續五週高據外語專輯分榜冠軍位置。專輯其後於日本總共賣出約24萬張，打進全年年榜第29位。專輯其後於3月24日於美國開放下載，宇多田光亦在同日於紐約的絲芙蘭店鋪內舉行專輯的聆聽活動，並吸引超過3,000人到場。《This Is The One》於5月12日上架美國實體版本，發行後最高登上《告示牌》二百強專輯榜第69位，成為自1986年的響度樂團《LIGHTNING STRIKES》後再次打進該榜單前百名內的日裔歌手專輯，宇多田光亦憑此成為史上第七名擁有該榜單前百名專輯的日裔歌手，使她成為歐美最知名的日本歌手。然而宇多田光於專輯發行前後期間扁桃體炎再次復發，因而接受醫生建議休息直至痊癒，使近期的宣傳活動被逼全部取消。
同年11月，宇多田光於小島唱片的英語官方網站公開2010年巡迴演唱會「Utada In The Flesh Tour 2010」詳情，除了一場倫敦演唱會外其餘八場皆為美國演出場次。因應門票銷情反應熱烈，宇多田光其後緊急追加一場倫敦場次，使演唱會於美國跟英國總共巡迴演出十場。演唱會其後於2010年1月至2月舉行，演唱選曲包括Utada名義發行的英語歌曲與以及宇多田光名義發行的日語歌曲，並加上翻唱自英國樂隊Placebo的歌曲。與過往在日本舉行的演唱會不同，「Utada In The Flesh Tour 2010」選在場地規模較小的地方舉行，宇多田光形容這是她從出道以來便想完成的願望，並指希望更專注於歌唱與音樂之中。演唱會影像其後於2013年12月9日於iTunes Store上作線上發行。

### 2010年－2015年：重回日本與暫停活動
2010年8月9日，宇多田光突然在官方網站上發表「人間活動」宣言，表示從2011年起無限期暫停歌手活動，原因為想專注在普通人的生活，並指多年來的歌手生活使自己某部分停止成長。她在正式暫停歌手活動前回歸日本樂壇，包括宣佈推出第二張日語單曲合輯，以及於12月8日跟9日在橫濱體育館舉行演唱會。她亦在同期開通推特帳戶，並設立個人YouTube頻道以宣傳作品。以Utada名義發行的英語合輯《Utada The Best》亦選在日語合輯發售當日發行，宇多田光對此表示自己事前毫不知情，純粹是英語作品的唱片公司擅自決定發行。宇多田光其後於11月與EMI音樂日本簽署新合約，此後全球的唱片發行均由EMI音樂日本負責。《Utada Hikaru SINGLE COLLECTION VOL.2》其後於2010年11月24日正式發行，成為宇多田光出道以來連續第七張冠軍日語專輯。而12月8日舉行的「WILD LIFE」首場演唱會則經由Ustream作免費線上直播，創下當時演唱會於同平台的最高直播觀看量紀錄。宇多田光完成12月9日的尾場演唱會後，便於2011年開始正式暫停歌手活動。
2012年年底，宇多田光突然以線上下載與DVD單曲形式發行新單曲櫻花紛飛，作為電影《福音戰士新劇場版：Q》主題曲。她表示由於製作方熱烈要求，因此決定在活動暫停期間創作這首歌曲，作為禮物獻給歌迷與電影迷。2013年4月至12月，宇多田光成為電台節目「KUMA POWER HOUR with Utada Hikaru」的主持人，在活動暫停期間向大眾推介自己喜歡的音樂作品。2013年8月，宇多田光的母親藤圭子於東京墮樓自殺身亡。2014年，宇多田光與意大利籍男子弗蘭西斯科·卡利亞諾結婚。唱片公司亦於同年相繼發行音樂作品《First Love -15th Anniversary Edition-》與《宇多田光的歌 -13組音樂家、13種演繹法-》作為宇多田光出道15週年紀念活動。2015年7月，宇多田光在官方網站宣佈已經誕下一名男嬰，並透露在懷孕期間開始製作新專輯，距離完成製作還需要一段時間。

### 2016年－2018年：復出樂壇

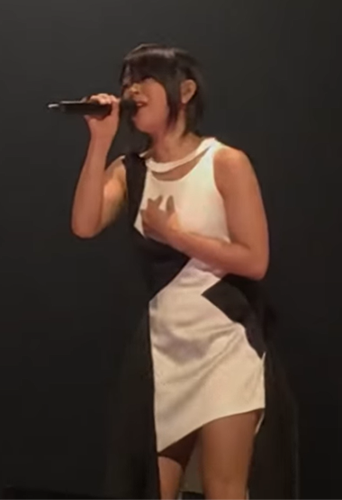
2018年12月，宇多田光於演唱會「Hikaru Utada Laughter in the Dark Tour 2018」演出。

2016年1月20日，宇多田光的官方網站公布新曲將會成為NHK春季4月初晨間小說連續劇《當家姐姐》的主題曲，日本電視台深夜新聞節目《NEWS ZERO》也從4月初開始也將改用宇多田的歌曲，以此再次展開歌手活動。復出單曲將花束獻給你與盛夏的陣雨其後於4月15日以線上下載形式同時發行，其中將花束獻給你在發行後取得了極大的成功，在世界各國的付費下載排行榜中一共取得了107個榜單冠軍。9月28日，宇多田光發行了相隔八年半的第六張錄音室專輯《Fantôme》，發行首週以約25.2萬張實體銷量空降專輯榜冠軍，而全球實體出貨與數位合計累積銷量其後則突破百萬，並登上日本《告示牌》的熱門專輯年榜冠軍。宇多田光亦在專輯發行前後登上多個電視節目宣傳，包括首度參與小田和正所主持的TBS電視台《聖誕節的約定2016》音樂特輯，以及在12月31日以現場連線形式首次登上《NHK紅白歌合戰》表演。
2017年3月1日，宇多田光宣佈轉投日本索尼音樂娛樂旗下的日本史詩唱片。其後她在2017年至2018年分別以線上下載形式發行了藍天中擁抱、Forevermore、你、Play A Love Song，以及初戀多首單曲。期間她亦首次參與製作爆轟樂團的歌曲你在等待著以及新人創作歌手小袋成彬的專輯《分離派的夏天》，並發行了首本歌詞書籍《宇多田光的言語》。2018年4月，宇多田光被傳媒披露已經與丈夫弗蘭西斯科·卡利亞諾離婚的消息。6月27日，宇多田光發行第七張日語錄音室專輯《初戀》。專輯發行首週隨即空降Oricon實體與數位榜冠軍，實體與數位合計銷量其後則累積近50萬張。她其後在11月至12月舉行相隔約12年的日本全國巡迴演唱會「Hikaru Utada Laughter in the Dark Tour 2018」，並在演唱會舉行首日發佈Too Proud重混版作為紀念單曲。

### 2019年至今：活躍國際
在結束出道20週年的宣傳活動後，宇多田光在2019年至2021年接連發行Face My Fears、Time、不告訴任何人、One Last Kiss、PINK BLOOD與為你著迷多首單曲。其中Face My Fears成功打進美國《告示牌》百強單曲榜第98名，使宇多田光成為繼Piko太郎後再次打進該榜的日裔歌手，而One Last Kiss則成為宇多田近年全球範圍最成功的歌曲。2022年1月，宇多田光發行個人首張英日雙語錄音室專輯《BAD MODE》，宇多田在專輯中跟日本的小袋成彬與海外的史奇雷克斯、A·G·庫克，以及森·謝帕德等不同國際音樂製作人合作。專輯發行後獲得音樂評論家的正面評價，並獲《Pitchfork》、NPR，以及《偏鋒雜誌》等海外媒體評為年度最佳專輯之一。同年4月，宇多田獲88rising邀請出席美國加利福尼亞州舉行的世界級大型戶外音樂節「科切拉音樂節」，並推出與88rising旗下歌手華倫·胡伊合作的新曲T。同年年末Netflix推出以宇多田歌曲First Love與初戀為靈感的原創影集《First Love 初戀》，影集上線後在全亞洲引起廣大迴響，而First Love亦重新登上多個地方排行榜高位。
宇多田光在2024年4月10日發行個人首張精選輯《SCIENCE FICTION》，收錄包括從2023年起發行的新單曲〈Gold ～直到重逢之日～〉與〈沒有顏色的花〉等生涯熱門歌曲。專輯發行三週實體銷量達到25萬張，使她成為少有從出道起長紅超過25年的日本歌手，完全超越與她同期的歌手。相隔約6年的巡迴演唱會「HIKARU UTADA SCIENCE FICTION TOUR 2024」於同年7月起預定舉行，並首次到臺北與香港演唱。

## 個人生活

### 家庭關係
宇多田光出生於音樂世家，為音樂製作人宇多田照實與演歌歌手藤圭子的獨生子嗣。宇多田光的父母曾經六次離婚再復合，最終在2007年第七次離婚後正式結束25年來反覆的婚姻。宇多田光曾提到小時候的成長環境非常不穩定，試過在放學回家後突然被母親告知明天就要搬到外國居住，在兩三年後又回到東京居住，而母親亦經常告訴自己已經跟父親離婚，以後不再相見。這使宇多田光在成長時漸漸形成不相信身邊事物的念頭，認為一旦覺得安穩，現實便會隨之相反。
2013年8月，宇多田光的母親藤圭子因精神問題長年困擾墮樓自殺身亡，享壽62歲。宇多田光其後在官方網站上提到母親的本名仍然保留宇多田這個姓氏，而父親也是母親臨終前少數一直所信賴的人。在復出樂壇後，宇多田光曾透露母親的離世對自己打擊甚大，曾經有一段時期日常生活中的所有事物皆讓她回想起亡母，並指假如自己沒有懷孕成為母親的話便可能不會繼續音樂活動。

### 感情生活
2002年9月，宇多田光突然在其官方網站上公佈已經結婚的消息，而對象則是曾負責拍攝traveling與SAKURA Drops等歌曲音樂錄影帶的攝影師紀里谷和明。消息公開後，華原朋美、今井繪理子等樂壇前輩紛紛送上祝賀，當時的日本首相小泉純一郎聞訊後亦向宇多田光獻上祝福。2007年3月，宇多田光在官方網站上與紀里谷共同發表離婚消息，表示因聚少離多與對未來理念分歧等原因而和平分手，並互相送上祝福。宇多田光於2009年傳出與畫家福田天人交往的消息，其後並搬往英國倫敦共同居住，但在宇多田光母親2013年過世後情變分手。
2014年2月，宇多田光在官方網站上公佈即將與意大利籍男子結婚的消息，並形容對方為誠實而廣受朋友喜愛的優秀青年。丈夫弗蘭西斯科·卡利亞諾的身份其後於同年5月舉行婚禮時被傳媒公開。2015年7月，宇多田光在官方網站上公佈已經產下男嬰的消息，並感謝父母以及其他支持著自己的人。2018年4月，傳媒報導宇多田光已經跟丈夫離婚的消息，但二人均未有對報導作出回應。

### 健康狀況
2002年4月，宇多田光被診斷出左邊卵巢罹患直徑約五公分大的腫瘤，因而入院接受手術把左邊卵巢摘除。由於手術後服用的賀爾蒙藥物產生嚴重副作用，她在完成專輯後期錄音跟部分宣傳後便被逼暫停所有工作以休養身體。她曾提到由於罹患的是良性腫瘤，因此在摘除一邊卵巢後仍能靠著另一邊的卵巢懷孕。為了減輕因服用術後藥物對身體引起頭痛與情緒不穩等副作用，宇多田光其後轉換了另一種治療方法，但這導致了她日後出現身形上的轉變。
2019年5月，宇多田光在推特上提到因經常感到肌肉痠痛而到整骨院檢查，結果被診斷為罹患運動過剩症候群，徵狀為關節比較柔軟跟容易感到肌肉痠痛。雖然她其後補充這並不代表她生病，只是關節比起一般人柔軟，但日本醫學研究中心則指出運動過剩症候群屬於難治症狀，患者會因此不能過度運動，而嚴重者更可能會面對關節變形等問題。

### 个人认同
2021年6月26日，宇多田光在Instagram直播时公开自己是非二元性别者。她說明自己不喜歡使用以婚姻狀態或性別稱呼的「Mrs.」（ミセス）或「Miss」（ミス）、也不想被男女性別所定義，所以使用「Mys./Mx.」稱呼自己，並鼓勵大家使用「Mx.」這個詞。

## 藝術性

### 所受影響
宇多田光曾提及自己的音樂受到不同歌手的影響，包括弗雷迪·默丘里、瑪麗·布萊姬、艾莉婭、金屬製品、瑪麗·嘉兒、安兒·藍尼克絲、尾崎豐等海外與日本歌手。她也提及受到同樣作為歌手的母親藤圭子影響，指自己經常看著對方歌唱以及在家練習的模樣，並認為比起唱歌的方式，自己在音樂的道路與觀點上更受到對方的影響。宇多田光指父母皆相當鼓勵自己唱歌，表示自己從原本對歌唱不太感興趣，到後來開始嘗試自行創作歌曲，從而對此感興趣並產生想繼續嘗試的想法。宇多田光的不少歌曲亦被認為以母親為創作靈感，包括Letters、Be My Last、暴風女神、以及專輯《Fantôme》裡的將花束獻給你、盛夏的陣雨與人魚等歌曲。
宇多田光從小便是邦·喬飛與皇后樂隊等搖滾樂隊的歌迷，其中她首次全國大型巡迴演唱會「Bohemian Summer ～宇多田光 Circuit Live 2000～」的名稱便是來自於皇后樂隊的名曲波希米亞狂想曲，而她亦在該演唱會上翻唱樂隊主唱弗雷迪·默丘里的個人作品Living on My Own，並採用與默丘里一樣的手持麥克風方式。
布魯斯·史普林斯汀的音樂也對宇多田光產生深遠的影響，她曾提及在約10歲的時候聽見史普林斯汀的費城大街後，便坐在電子琴前開始彈奏以記下歌曲的和弦進程，也是她第一次不靠樂譜而重現歌曲的旋律。而艾莉婭的專輯《年齡不是問題》則是讓宇多田光開始迷上節奏藍調音樂的啟蒙作品，她亦形容艾莉婭的這張專輯就是自己的節奏藍調根源。艾莉婭有如喃喃細語般的輕柔唱法也影響了宇多田光日後的歌唱方式。

### 作曲
宇多田光創作歌曲的習慣為先作曲後填詞，並認為音樂對她來說就是旋律，通常在和音、主旋律、曲的構成和伴奏都決定得差不多，完成歌曲樣本前皆專注於歌曲本身而不會填詞。她也指從旋律延長線上聽見的元音與輔音便能讓她浮現對於歌曲的言語與印象。她也曾提及自己在家中、巴士上與咖啡館等不同地方皆能作曲，特別是在浴室等帶有水源的地方，能夠聽著水流聲湧現作曲的靈感。
宇多田光的歌曲特徵為經常跨越兩個八度，音域跨越之大使歌曲具有一定演唱難度。宇多田光的歌曲亦被認為以獨特而不常見的結構創作，包括將花束獻給你並沒有導歌的部分，在主歌後便緊接著到副歌部分。而初戀則沒有純音樂演奏的間奏部分，歌曲的副歌只由四個音階組成反覆演唱。Automatic雖為節奏藍調風格歌曲，卻帶有日本70年代的演歌與歌謠曲特徵。
在不同的時期裡，宇多田光的歌曲特徵亦有著不同變化。例如《Distance》的歌曲主要由大三和弦創作，橋段部分亦使用複雜的和弦結構。《ULTRA BLUE》裡的歌曲則多使用小三和弦創作，而且能透過曲調的升降控制歌曲的情緒。而復出後的歌曲則比起以前有減少在橋段部分轉調的趨勢，並嘗試在擬定歌詞主題後才開始作曲。

### 填詞
宇多田光最初在父母的鼓勵下嘗試以英語創作歌曲，其後在14歲的時候創作了她的第一首日語歌曲Never Let Go。她曾提及自己的日語歌曲感覺較中性，顯得有點男子氣，但英語歌曲則比較能展現出自己女性的一面。她認為這是因為自己在使用英語創作時，更能自在地展現自身的性感跟女性魅力。她亦指自己在以日語創作時比較受語言的性質跟發音限制，但在英語創作時則較能隨性，可以寫下一些用日語創作會顯得較奇怪的歌詞，無論是各種風格的歌詞最後都能得出理想的效果。在日語歌曲裡加入英語段落跟短語的做法為她填詞手法的一大特色，她本人曾以「逃避」形容自己的這種做法，指自己認為在日語填詞時必須填上有意義的重要歌詞，而這些英語部分比起來則較不重要，甚至是為了音節而填上。在創作專輯《Fantôme》裡的歌曲時，她便有著想要寫出優美日語歌詞的念頭，從而放棄由出道以來慣有的填詞手法。
宇多田光的歌詞亦被認為受到文學作品的啟發，包括於歌曲traveling裡引用古典著作《平家物語》的內容，而Take 5的歌詞靈感則來自宮澤賢治的小說《銀河鐵道之夜》。在為靜謐傍晚的填詞部分苦惱的時候，宇多田光亦嘗試閱讀弗拉基米爾·納博科夫的小說《微暗的火》以尋找靈感。荒野之狼的歌詞主題則源自宇多田光跟朋友聊天時談到喜歡的作家赫爾曼·黑塞，因而想起他的同名著作而寫進歌詞。宇多田光的英語歌曲亦同樣被認為受到外國文學作品的影響，其中Kremlin Dusk的歌詞靈感來自於愛倫·坡的敘事詩《烏鴉》，而Exodus '04亦帶有《出埃及記》般的異國色彩。

### 編曲
宇多田光出道早期並未參與歌曲的編曲工作，專輯《First Love》與《Distance》大部分收錄曲皆由河野圭、西平彰、村山晉一郎、吉米·吉姆與特里·李維斯等編曲家跟製作人負責編曲。宇多田光從《DEEP RIVER》的收錄曲開始大量參與歌曲的編曲與製作，與河野圭二人合作負責專輯裡大部分收錄曲的編曲部分。從《ULTRA BLUE》的收錄曲開始，宇多田光嘗試獨立負責大部分歌曲的編曲工作，全張專輯只有一首歌曲並非個人完成編曲部分。從復出專輯《Fantôme》開始，宇多田光主要與編曲家西門·海爾共同負責歌曲的弦樂編排。
在使用器材方面，宇多田光主要使用手提電腦MacBook Pro負責編曲，並愛用軟件Logic ProX處理。在復出樂壇後，宇多田光趨向採用真實樂器錄製歌曲的伴奏，當中包括鼓、結他、鋼琴、弦樂器等不同樂器。此外，大多數歌曲皆以鋼琴作為主要樂器，並加上弦樂器伴奏，而《Fantome》的收錄曲亦在伴奏裡加入呼吸的聲音。直至在2022年發行的《BAD MODE》中，宇多田才再次回歸更多音樂編程，而捨棄復出後主要使用真實樂器的做法。

### 製作
宇多田光的歌曲從出道起主要由父親宇多田照實與音樂製作人三宅彰負責製作，而第二張原創專輯《Distance》亦起用吉米·吉姆與特里·李維斯以及黑暗之子等曾與多位歐美大牌歌手合作的知名製作人。從第三張原創專輯《DEEP RIVER》起，宇多田光開始大量參與歌曲的製作。除了兩張以Utada名義發行的英語專輯《EXODUS》與《This Is The One》找來提姆巴蘭跟星門參與製作外，多首歌曲均由其本人獨自製作，使她成為世上少有詞、曲、編、監、唱五方面皆為頂尖級別的全能型歌手。宇多田認為製作音樂對自己來說是非常私密的事情，猶如自己的安全地帶一樣，因此大多時候都是獨自負責所有製作。直至復出樂壇後，宇多田因在專輯《Fantôme》跟《初戀》主要使用真實樂器錄製而獲得與不同音樂家合作的經驗，並認為自己在過程中得以成長，得到放手交由合作對象負責的信心。因此從下一張專輯《BAD MODE》開始，她主要與小袋成彬、A·G·庫克，以及森·謝帕德等不同音樂製作人聯合製作歌曲。雖為聯合製作，但實際上歌曲的樣本製作主要還是由宇多田本人完成，只是借助其他製作人的技術潤飾製作。

### 演唱特色
宇多田光的歌唱音域介乎最低的D#3到真聲最高的D#5，計算假聲則到最高的A#5，被認為擁有寬廣的音域且擅長轉換真假音。宇多田光的聲音被形容沙啞，且厚實而能唱出深沉的低音，而高音則被認為輕鬆而不繃緊。宇多田光的發音方式也讓她唱出相較粗糙的聲音，使歌聲聽起來更有親密感而靠近人心，森進一、八代亞紀、須賀跟桑田佳祐等演歌與流行歌手亦有相同特徵。她的歌聲亦被形容為脆弱而又細膩，在歌唱時保持著危險的感覺，而且擅於在歌唱中加入微弱的顫音。在復出樂壇後，宇多田光的歌聲亦被認為變得更加溫柔、更加溫暖跟充滿母性。
宇多田光的另一個歌唱特徵為經常進行多次錄音，以自行錄製出歌曲的背景和聲。在現場演出方面，宇多田光從出道到2011年活動暫停前多年來僅舉辦過67場公開演出，被認為是重視現場表演的音樂業界中的獨特存在，因而被稱為典型的「錄音室音樂家」。此外，宇多田光亦會為歌曲重新編曲跟進行改動，以在演唱會上演繹出不同的感覺，並經常在演唱會上隨著歌唱演奏鋼琴、結他、合成器等樂器。

### 音樂錄影帶
宇多田光對於音樂錄影帶有著很高的品質追求，從出道起便與日本與歐美的不同導演進行合作，並會就錄影帶的概念與主題加入自己的想法。自竹石涉執導其《Distance》時期大部分歌曲的音樂錄影帶後，宇多田於2001年至2006年的大部分音樂錄影帶均與紀里谷和明合作，擅長運用電腦合成影像的紀里谷所拍攝的錄影帶有著極高評價，被廣泛認為製作出宇多田職業生涯最優秀的音樂錄影帶。隨著二人於2007年離婚後，宇多田的錄影帶風格漸趨簡單平實，包括重現錄音實況的〈Flavor Of Life -Ballad Version-〉（2007年），以全動畫製作的〈Beautiful World〉（2007年）、以及紀錄她製作歌曲過程的〈Prisoner Of Love〉（2008年）。宇多田曾在2010年以全漢字本名名義執導音樂錄影帶〈Goodbye Happiness〉（2010年），致敬自己過往多支經典音樂錄影帶。宇多田在復出樂壇後亦在拍攝錄影帶上獻出多個第一次，包括在〈Forevermore〉（2017年）挑戰全程舞蹈、在〈Time〉（2020年）以兩個導演合作執導錄影帶，以及在〈Gold ～直到重逢之日～〉（2023年）於日本街頭拍攝。
宇多田的音樂錄影帶曾獲得多個專業獎項的肯定，她的首部音樂錄影帶合集《UTADA HIKARU SINGLE CLIP COLLECTION VOL.1》（1999年）獲得「日本金唱片大獎」的年度長篇音樂錄影帶。其後的〈traveling〉（2001年）亦獲得年度短篇音樂錄影帶，以及橫掃「Space Shower音樂獎」的年度最佳錄影帶、最佳美術指導錄影帶，以及最佳女性錄影帶三項大獎。翌年的〈SAKURA Drops〉亦贏得最佳女性錄影帶，以及「MTV日本音樂錄影帶大獎」最優秀女歌手錄影帶獎。在連續三年獲得提名後，宇多田的〈Goodbye Happiness〉（2010年）成功贏得「Space Shower音樂獎」的最佳概念錄影帶以及特別獎，她其後亦憑〈One Last Kiss〉（2021年）再次贏得最佳概念錄影帶。宇多田在復出樂壇後憑著〈盛夏的陣雨〉（2016年）羸得「MTV日本音樂錄影帶大獎」的年度最佳錄影帶與日本最佳女性錄影帶，成為該屆頒獎典禮的大贏家，並在翌年憑〈忘卻〉贏得最佳合作錄影帶。

## 成就與地位
宇多田光曾被不同媒體稱為「國民歌姬」、「亞洲一姐」、「最強歌姬」、「流行天后」。並被認為將當代節奏藍調元素與日本流行音樂融合，開啟了日本節奏藍調風潮與歌姬時代。知名音樂製作人小室哲哉亦承認宇多田光的作品對其帶來巨大衝擊，更表示曾經一度計劃引退。
在HMV於2003年舉行由專家票選的「日本百強流行歌手」排名中，宇多田光獲位列第24位。HMV其後也在2005年再次舉行由專家票選的「日本三十強歌手」排名，宇多田光獲位列第10位。宇多田光亦被認為影響了樂壇的銷售模式，包括在出道初期影響了90年代後期樂壇的單曲規格從八公分逐漸轉為十二公分。2016年的復出專輯《Fantôme》在沒有任何贈品的單版本發行模式下仍然取得銷量成功，被認為是多版本發行模式盛行的業界裡的特別現象，讓業界人士重新探討音樂作品的銷售模式。2022年，宇多田光的第八張專輯《BAD MODE》在實體發行一個月前先上架數位平台，被認為是適應音樂串流時代的一大表現，讓大眾再次思考專輯的銷售模式。加藤米莉亞、椎名林檎、DAOKO、家入里歐、安田瑞、尾崎裕哉、金在中、澤山璃奈、常田大希等歌手均提及宇多田光對他們的影響。
根據Oricon公信榜的數據，宇多田光以超過3,700萬張實體唱片銷量成為日本平成時代總銷量第十高的歌手。她的首張日語專輯《First Love》成為日本史上最高銷量的專輯，大幅拋離第二位B'z的《B'z The Best "Pleasure"》。而第二張日語專輯《Distance》則是日本史上最高單週銷量的專輯，奠定她長達多年的亞洲一姐地位。她其後以Utada名義發行的英語專輯《EXODUS》亦成為日本史上最高單週銷量的外語錄音室專輯，證明她無論以任何語言演唱均能大賣。在日本樂壇史上最高銷量的十張專輯當中，宇多田光以三張進榜作品成為日本歌手之最。宇多田光亦獲日本版《健力士世界紀錄大全》認證為「在日本連續三張專輯銷量超過三百萬張」的紀錄保持歌手。宇多田光2007年的單曲Flavor Of Life亦曾刷新當時歌曲數碼銷量的世界紀錄，最終下載量突破800萬首。根據日本雜誌《日刊大眾》的資料，宇多田光以超過76億日元的收入成為平成時代收入第二高的音樂人，僅次於小室哲哉。
宇多田光出道後獲不同音樂機構頒發獎項，包括多次於「日本金唱片大獎」贏得不同獎項。她亦曾獲「日本唱片大獎」、「MTV日本音樂錄影帶大獎」、「世界音樂獎」、「JASRAC獎」等不同音樂機構頒發獎項，並於2019年的第69屆「藝術選獎」上獲文化廳頒發文部科學大臣新人獎，以表彰她以對大眾藝術作出貢獻。宇多田光的日語出道歌曲Automatic被廣泛認為是平成時代的代表歌曲之一，而她的歌曲First Love亦同樣被認為是平成時代另一首代表歌曲。自2022年因劇集《First Love 初戀》而翻紅後，歌曲在日本的串流播放量超過2億次，成為唯一在上世紀發行而達到此成績的歌曲，在當地已經成為最經典的國民情歌。在《日本滾石》於2007年公佈的「日本史上百大搖滾專輯」的排名中，宇多田光的專輯《First Love》獲排名第99位。

## 商業搭配
宇多田光從出道起，發行歌曲便與多部日劇、電影、電子遊戲、動畫，以及廣告進行商業搭配，反映出其巨大的商業推動力。宇多田的第一首日劇主題曲〈First Love〉（1999年）奉獻給松嶋菜菜子主演的《魔女的條件》，發行後旋即紅遍整個亞洲，甚至於2022年衍生出以其為創作靈感的Netflix日劇《First Love 初戀》，可見其地位之高。其後她亦接連交出〈Can You Keep A Secret?〉（2001年）、〈Flavor Of Life -Ballad Version-〉（2007年）、〈將花束獻給你〉（2016年），以及〈為你着迷〉（2021年）等多首搭配爆紅日劇的主題曲跟插曲，使她享有「日劇女王」、「主題曲女王」等美譽。她曾五度贏得「日劇學院賞」的最佳電視劇歌曲，成為獲獎次數最多的女歌手，證明她的創作實力。
除了日劇與電影等真人作品外，她的作品亦在電子遊戲與動畫等ACG領域有著非常出色的表現。其中從2002年起與全球暢銷的《王國之心》遊戲系列的多次合作，便讓她成為歐美最著名的日本歌手之一，而《王國之心III》的主題曲〈Face My Fears〉更是打進《告示牌》百強單曲榜第98位，為她成功打開歐美的音樂市場。她從2007年至2021年間與動畫電影系列《福音戰士新劇場版》的四次合作亦為一大成功，帶領更多走在最前線的J-Pop歌手演唱動畫歌曲，被認為是消除了動畫歌曲的概念與業界束縛的一大功臣。
宇多田的多首歌曲均被選用為廣告曲，當中不乏由其本人代言的產品。她的第一次廣告代言獻給索尼的MD80，由於代言產品的所屬公司索尼與她當時的唱片公司東芝EMI為競爭對手，因此合作的談判甚至驚動到英國的唱片公司本部介入。她其後亦曾為NTT DOCOMO的FOMA手機服務、任天堂的任天堂DS、三得利的百事可樂與天然水等各領域的產品代言並獻唱廣告曲。她在2021年以代言資生堂產品首次接拍美容保養品廣告，並在翌年代言卡地亞的珠寶系列，正式轉向更加時尚的路線。根據2018年《女性自身》公開的資料，宇多田光的廣告代言費高達8,000萬日元，成為日本星二代之冠。

## 公眾形象
宇多田光出道初期因作為演歌歌手藤圭子的女兒與歸國子女的身份而受到公眾注目。在首張日語專輯《First Love》發行後，她亦被傳媒冠以「天才少女」、「20世紀末的天才少女」等稱號。在開始自行編曲後，宇多田光亦被稱為全能型的創作歌手，確立實力派歌手的形象。宇多田光取得的商業成功也使她被認為是不依靠父母光環的第二代藝人代表人物，甚至被認為成績超越同為歌手的母親藤圭子，使母親比起作為歌手更以作為「宇多田光的媽媽」而著名。
宇多田光亦以活躍於互聯網與社交媒體而聞名，包括在2003年舉行全國大型網路直播活動「UH LIVE STREAMING EVENT 20代最in!」，成為當時日本最大規模的網路直播活動。自出道初期起，她便於個人官方網站上開始以更新部落格形式與歌迷分享生活。在2010年開通推特官方帳戶後，宇多田光也繼續於推特上定期更新自己的近況，截至2019年已擁有超過300萬名推特關注者，成為日本擁有第14多關注者的藝人。她亦從2010年開始陸續於Instagram官方帳戶上傳各種從街上拾起的物品照片，其後於歌迷與媒體間引起話題，並在2020年登上電視節目時以此作為特輯主題。
自出道以來，宇多田光一直以不同方式參與公益與慈善活動，包括把歌曲部分收入收益捐贈慈善基金。2004年印度洋大地震發生後，她於官方網站上寫下正在打算籌備相關行動，除了捐款以外也希望以更私人跟有力的方法幫助有需要的災民。2011年東日本大震災發生後，她亦透過日本紅十字會向母親的故鄉岩手縣捐贈約8,000萬日元善款，並首次捐血以幫助有需要的災民。2016年，宇多田光展開「NEW-TURN PROJECT」復出慶祝企劃，把活動的部分收益捐贈至慈善基金，以資助日本種植櫻花樹作為震後復興。同年她也被傳媒披露自母親自殺後便一直匿名捐款資助自殺者家屬，金額數以億日元計，希望能夠幫助跟自己處境一樣的孩子。

## 音樂作品
| 宇多田光名義專輯 - 《First Love》（1999年） - 《Distance》（2001年） - 《DEEP RIVER》（2002年） - 《ULTRA BLUE》（2006年） - 《HEART STATION》（2008年） - 《Fantôme》（2016年） - 《初戀》（2018年） - 《BAD MODE》（2022年） - 《SCIENCE FICTION》（2024年） | 其他名義專輯 - 《Precious》（1998年）（Cubic U名義） - 《EXODUS》（2004年）（Utada名義） - 《This Is The One》（2009年）（Utada名義） |

## 影視作品
- NHK綜合《POP JAM 宇多田光完全貼身採訪！！》（2000年）
- NHK綜合《POP JAM 宇多田光完全貼身企劃第2彈！》（2000年）
- 富士電視台連續劇《律政英雄》第8集（2001年）
- NHK綜合《宇多田光 ～true secret story～》（2001年）
- NHK綜合《Top Runner（日语：トップランナー）》（2006年）
- NHK總合《宇多田光 ～現在的我～》（2011年）
- NHK總合《SONGS特輯 宇多田光 ～凡人・宇多田光 現在為「母親」歌唱～》（2016年）
- 富士電視台・富士電視NEXT（日语：フジテレビNEXT）《Love music 特別編 宇多田光 ～Liner Notes～》（2016年）
- NHK總合《SONGS特輯 宇多田光 ～超越時光的言語～》（2018年）
- NHK總合《專業作風（日语：プロフェッショナル 仕事の流儀） 宇多田光特輯》（2018年）
- Netflix《Hikaru Utada Laughter in the Dark Tour 2018》（2019年）
- TBS電視台《松子不知道的世界（日语：マツコの知らない世界）》（2020年）
- Netflix《Hikaru Utada Live Sessions from Air Studios》（2022年）

## 巡迴演唱會
- 「Bohemian Summer ～宇多田光 Circuit Live 2000～」（2000年）
- 「UTADA UNITED 2006」（2006年）
- 「Utada In The Flesh Tour 2010」（2010年）
- 「Hikaru Utada Laughter in the Dark Tour 2018」（2018年）
- 「HIKARU UTADA SCIENCE FICTION TOUR 2024」（2024年）

## 出版書籍
- 《點 -ten-》（2009年）
- 《線 -sen-》（2009年）
- 《宇多田光的言語》（2017年）

### 書籍文獻
- 宇多田ヒカル.  . 日本: 日販IPS. 2009-03-19. ISBN 9784930774224 （日语）.
- 宇多田ヒカル.  . 日本: 日販IPS. 2009-03-19. ISBN 9784930774231 （日语）.
- 宇野維正.  . 日本: 新潮社. 2016-01-16. ISBN 9784106106507 （日语）.
- 杉田俊介.  . 日本: 毎日新聞社. 2017-01-30. ISBN 9784930774231 （日语）.
- 大下英治.  . 日本: イースト・プレス. 2013-10-29. ISBN 9784781611105 （日语）.
- 長井英治.  . 日本: シンコーミュージック. 2013-03-28. ISBN 9784401638048 （日语）.
- 竹村光繁.  . 日本: 宝島社. 1999-09-10. ISBN 9784796615792 （日语）.
- imdkm.  . 日本: blueprint. 2019-10-03. ISBN 9784909852038 （日语）.

### 網站與影像資料
1. 1 2  . 歌ネット.   [2020-07-26]. （原始内容存档于2020-12-27） （日语）.
2. 1 2 3 4  . Smart FLASH. 2018-07-10  [2020-07-17]. （原始内容存档于2021-10-06） （日语）.
3. ↑  . 歌ネット. 2019-06-25  [2020-07-26]. （原始内容存档于2020-12-27） （日语）.
4. 1 2 3  佐藤剛. . TAP the POP. 2016-12-03  [2020-07-21]. （原始内容存档于2021-10-06） （日语）.
5. ↑  . BS-TBS.   [2020-07-26]. （原始内容存档于2021-09-18） （日语）.
6. ↑  . Oricon. 2013-08-26  [2020-07-26]. （原始内容存档于2014-02-17） （日语）.
7. 1 2 3 4 5  . HMV. 2003-11-07  [2020-07-18]. （原始内容存档于2020-06-27） （英语）.
8. ↑  . Wilson & Alroy's Record Reviews.   [2020-07-26]. （原始内容存档于2019-12-28） （英语）.
9. 1 2  出自三宅彰於2014年3月2日接受bayfm電台節目《Mind of Music》「田家秀樹的藝人列傳」第三彈的訪問。
10. ↑  . Billboard JAPAN. 2016-12-09  [2020-07-26]. （原始内容存档于2020-12-27） （日语）.
11. ↑  . block.fm. 2018-06-10  [2020-07-26]. （原始内容存档于2020-12-27） （日语）.
12. 1 2  . Oricon. 2020-01-01  [2020-07-25]. （原始内容存档于2021-09-18） （日语）.
13. ↑  . 年代流行.   [2020-07-26]. （原始内容存档于2020-03-02） （日语）.
14. ↑  . barks. 2014-12-03  [2020-07-26]. （原始内容存档于2019-07-21） （日语）.
15. ↑  . utadahikaru.jp.   [2020-07-26]. （原始内容存档于2020-04-17） （日语）.
16. ↑  バーグマン田形. . Excite. 2016-01-15: 1  [2020-07-26]. （原始内容存档于2021-11-24） （日语）.
17. 1 2 3  . Oricon. 2019-04-11  [2020-07-26]. （原始内容存档于2020-12-27） （日语）.
18. ↑  dato. . KKBOX. 2017-12-18  [2020-07-26]. （原始内容存档于2020-12-27） （中文（臺灣））.
19. ↑  . M-On! Music. 2016-10-05  [2020-07-26]. （原始内容存档于2021-10-06） （日语）.
20. ↑  朱墓涵. . 三立新聞網. 2019-05-23  [2020-07-26]. （原始内容存档于2019-05-25） （中文（臺灣））.
21. ↑  . ナリナリ. 2008-03-11  [2020-07-26]. （原始内容存档于2016-03-18） （日语）.
22. ↑  . 華人音樂入口指標. 2015-12-31  [2020-07-26]. （原始内容存档于2016-04-17） （中文（臺灣））.
23. ↑  . ZAKZAK. 1999-07-14  [2020-07-26]. （原始内容存档于2006-04-09） （日语）.
24. 1 2 3 4  . 楽天ブックス.   [2020-07-26]. （原始内容存档于2020-12-27） （日语）.
25. ↑  . Oricon. 2013-02-26  [2020-07-26]. （原始内容存档于2020-12-27） （日语）.
26. 1 2  . Excite. 2015-12-08: 2  [2020-07-26]. （原始内容存档于2020-12-27） （日语）.
27. ↑  . WOWOW.   [2020-07-26]. （原始内容存档于2020-12-27） （日语）.
28. ↑  . Web Japan.   [2020-07-26]. （原始内容存档于2018-09-11） （日语）.
29. ↑  . 新浪網. 2009-10-25: 2  [2020-07-26]. （原始内容存档于2020-12-27） （中文（香港））.
30. ↑  Sean Daly. . Los Angeles Times. 2004-10-20  [2020-07-26]. （原始内容存档于2020-12-27） （英语）.
31. ↑  . music-book.   [2020-07-26]. （原始内容存档于2021-07-19） （日语）.
32. 1 2  . E Talent Bank. 2016-09-19  [2020-07-26]. （原始内容存档于2021-01-22） （日语）.
33. ↑  . Ascii. 2001-03-25  [2020-07-26]. （原始内容存档于2018-10-11） （日语）.
34. 1 2  Dante D'Orazio. . The Verge. 2015-11-29  [2020-07-26]. （原始内容存档于2019-12-21） （英语）.
35. 1 2  . 年代流行.   [2020-07-26]. （原始内容存档于2020-03-02） （日语）.
36. 1 2  宋欣穎. . 自由電子新聞網. 2001-07-11  [2020-07-26]. （原始内容存档于2020-12-27） （中文（臺灣））.
37. ↑  . mora. 2017-12-22  [2020-07-26]. （原始内容存档于2020-01-21） （日语）.
38. ↑   . Oricon.   [2020-07-26]. （原始内容存档于2013-05-19） （日语）.
39. ↑  . 大紀元時報. 2002-02-23  [2020-07-26]. （原始内容存档于2010-01-24） （中文（臺灣））.
40. 1 2  . 大紀元時報. 2002-05-07  [2020-07-17]. （原始内容存档于2016-03-15） （中文（臺灣））.
41. ↑  . Universal Music Japan. 2018-12-09  [2020-07-26]. （原始内容存档于2020-12-27） （日语）.
42. ↑  dato. . KKBOX. 2018-01-04  [2020-07-26]. （原始内容存档于2022-03-12） （中文（臺灣））.
43. ↑  . Oricon: 4. 2019-04-11  [2020-07-26]. （原始内容存档于2020-07-26） （日语）.
44. 1 2  . barks. 2002-09-06  [2020-07-17]. （原始内容存档于2006-03-05） （日语）.
45. ↑  . CD Journal. 2019-01-27  [2020-07-26]. （原始内容存档于2021-10-06） （日语）.
46. ↑  . barks. 2014-07-07  [2020-07-26]. （原始内容存档于2016-05-18） （日语）.
47. ↑  . HMV.   [2020-07-26]. （原始内容存档于2014-07-28） （日语）.
48. ↑   . Oricon. 2003-12-15  [2020-07-26]. （原始内容存档于2014-03-24） （日语）.
49. 1 2  . IT Media. 2004-08-02  [2020-07-26]. （原始内容存档于2020-12-27） （日语）.
50. ↑  . 大紀元時報. 2004-08-22  [2020-07-26]. （原始内容存档于2021-09-18） （中文（臺灣））.
51. ↑  . HMV. 2004-07-07  [2020-07-26]. （原始内容存档于2020-12-27） （日语）.
52. ↑  . Popdirt. 2009-03-02  [2020-07-26]. （原始内容存档于2017-07-28） （英语）.
53. 1 2 3  . Oricon. 2004-09-14  [2020-07-18]. （原始内容存档于2020-12-27） （日语）.
54. ↑  . Oricon. 2006-06-11  [2020-07-26]. （原始内容存档于2021-07-19） （日语）.
55. 1 2  . Livedoor. 2016-09-03  [2020-07-26]. （原始内容存档于2019-12-06） （日语）.
56. ↑  . Billboard.   [2020-07-26]. （原始内容存档于2020-12-27） （英语）.
57. ↑  Frederick H. Katayama. . Reuters. 2009-03-23  [2020-07-26]. （原始内容存档于2020-12-27） （英语）.
58. ↑  . Billboard.   [2020-07-26]. （原始内容存档于2020-12-27） （英语）.
59. ↑  . テレビ朝日.   [2020-07-27]. （原始内容存档于2010-03-04） （日语）.
60. ↑  . テレビ朝日.   [2020-07-27]. （原始内容存档于2021-10-11） （日语）.
61. ↑  . Getty Images. 2005-02-24  [2020-07-27]. （原始内容存档于2020-12-27） （英语）.
62. ↑  . Oricon. 2005-08-10  [2020-07-27]. （原始内容存档于2020-12-27） （日语）.
63. ↑  . HMV. 2005-09-25  [2020-07-27]. （原始内容存档于2020-12-27） （日语）.
64. ↑  . 新浪網. 2005-09-23  [2020-07-27]. （原始内容存档于2021-09-18） （中文（中国大陆））.
65. ↑  . 搜狐音樂. 2006-02-06  [2020-07-27]. （原始内容存档于2006-02-08） （中文（中国大陆））.
66. 1 2 3  . Oricon. 2007-03-05  [2020-07-27]. （原始内容存档于2021-10-06） （日语）.
67. ↑  . TOWER RECORDS. 2006-04-03  [2020-07-27]. （原始内容存档于2021-09-18） （日语）.
68. ↑  . Oricon. 2006-06-20  [2020-07-27]. （原始内容存档于2020-05-26） （日语）.
69. ↑  . Oricon. 2018-07-05  [2020-07-27]. （原始内容存档于2021-10-03） （日语）.
70. 1 2  dato. . KKBOX. 2018-02-05  [2020-07-22]. （原始内容存档于2020-12-27） （中文（臺灣））.
71. ↑  . RRB TODAY. 2006-12-11  [2020-07-27]. （原始内容存档于2021-10-06） （日语）.
72. ↑  . barks. 2006-04-04  [2020-07-27]. （原始内容存档于2007-04-06） （日语）.
73. ↑  . Oricon. 2007-03-20  [2020-07-27]. （原始内容存档于2020-12-27） （日语）.
74. ↑  . 華人音樂入口指標. 2007-03-20  [2020-07-27]. （原始内容存档于2021-10-06） （中文（臺灣））.
75. 1 2  . OK Music. 2008-05-13  [2020-07-18]. （原始内容存档于2021-09-18） （日语）.
76. 1 2  dato. . KKBOX. 2018-01-25  [2020-07-18]. （原始内容存档于2020-12-27） （中文（臺灣））.
77. ↑  . 大紀元時報. 2007-03-04  [2020-07-27]. （原始内容存档于2021-07-19） （中文（臺灣））.
78. ↑  . TOWER RECORDS. 2008-02-20  [2020-07-27]. （原始内容存档于2019-03-24） （日语）.
79. ↑  . Rockin'On. 2008-03-25  [2020-07-27]. （原始内容存档于2020-12-27） （日语）.
80. ↑  . OK Music. 2009-01-06  [2020-07-27]. （原始内容存档于2020-12-27） （日语）.
81. ↑  . barks. 2008-12-03  [2020-07-27]. （原始内容存档于2020-06-27） （日语）.
82. ↑  .   [2020-07-29]. （原始内容存档于2009-01-08） （英语）.
83. ↑  . ナタリー. 2009-01-22  [2020-07-27]. （原始内容存档于2019-05-16） （日语）.
84. ↑  . JETwit.   [2020-07-27]. （原始内容存档于2020-01-21） （英语）.
85. ↑  . ナタリー. 2009-03-27  [2020-07-27]. （原始内容存档于2019-05-02） （日语）.
86. 1 2  . Universal Music Japan.   [2020-07-27]. （原始内容存档于2020-12-27） （日语）.
87. 1 2  . barks. 2009-03-27  [2020-07-27]. （原始内容存档于2019-05-02） （日语）.
88. ↑  . The Natsu Style. 2009-03-17  [2020-07-27]. （原始内容存档于2020-12-27） （日语）.
89. ↑  . Oricon. 2009-04-27  [2020-07-27]. （原始内容存档于2019-06-29） （日语）.
90. ↑   . Oricon. 2009-12-18  [2020-07-27]. （原始内容存档于2012-10-11） （日语）.
91. ↑  . Los Angeles Times. 2009-03-19  [2020-07-27]. （原始内容存档于2017-10-27） （英语）.
92. ↑  . Oricon. 2009-05-22  [2020-07-27]. （原始内容存档于2020-12-27） （日语）.
93. ↑  . JaMe. 2009-05-12  [2020-07-27]. （原始内容存档于2020-12-27） （英语）.
94. ↑  . 2009-11-16  [2020-07-29]. （原始内容存档于2010-01-03） （英语）.
95. ↑  . 2010-02-10  [2020-07-29]. （原始内容存档于2010-11-24） （英语）.
96. ↑  . barks. 2013-12-09  [2020-07-27]. （原始内容存档于2018-06-19） （日语）.
97. ↑  Marian Liu. . PopMatters. 2010-01-21  [2020-07-27]. （原始内容存档于2018-06-24） （英语）.
98. ↑  . amass. 2013-12-09  [2020-07-27]. （原始内容存档于2020-12-27） （日语）.
99. ↑  . 新浪網. 2010-08-11  [2020-07-27]. （原始内容存档于2020-12-27） （中文（中国大陆））.
100. 1 2 3  . PR Times. 2010-09-28  [2020-07-27]. （原始内容存档于2020-12-27） （日语）.
101. ↑  . PR Times. 2010-11-17  [2020-07-27]. （原始内容存档于2021-09-18） （日语）.
102. ↑  . J-Cast. 2010-10-25  [2020-07-27]. （原始内容存档于2021-10-06） （日语）.
103. ↑  . 新浪網. 2010-11-09  [2020-07-27]. （原始内容存档于2020-12-27） （中文（中国大陆））.
104. ↑  . Oricon. 2010-11-30  [2020-07-27]. （原始内容存档于2020-12-27） （日语）.
105. ↑  . barks. 2010-12-21  [2020-07-27]. （原始内容存档于2016-09-19） （日语）.
106. ↑  . Mantanweb. 2011-01-23  [2020-07-27]. （原始内容存档于2021-07-19） （日语）.
107. ↑  . PR Times. 2012-12-07  [2020-07-27]. （原始内容存档于2020-12-27） （日语）.
108. ↑  . アニメ！アニメ！. 2012-11-17  [2020-07-27]. （原始内容存档于2020-12-27） （日语）.
109. ↑  . HMV. : 1  [2020-07-27]. （原始内容存档于2014-07-13） （日语）.
110. ↑  . J-Cast. 2013-08-26  [2020-07-27]. （原始内容存档于2017-01-18） （日语）.
111. 1 2  華少甫. . ETtoday新聞雲. 2014-05-24  [2020-07-17]. （原始内容存档于2020-12-27） （中文（臺灣））.
112. ↑  . HMV.   [2020-07-27]. （原始内容存档于2016-01-31） （日语）.
113. ↑  中野渉. . Huffpost. 2015-07-04  [2020-07-27]. （原始内容存档于2021-09-18） （日语）.
114. ↑  . utadahikaru.jp.   [2016-01-20]. （原始内容存档于2016-01-22）.
115. ↑  日本放送協会. . nhk.or.jp.   [2016-01-20]. （原始内容存档于2016-01-21）.
116. ↑  .   [2016-01-20]. （原始内容存档于2016-01-26）.
117. ↑  . Excite. 2016-07-08  [2020-07-27]. （原始内容存档于2021-10-06） （日语）.
118. ↑  . Oricon. 2016-10-04  [2020-07-27]. （原始内容存档于2016-11-12） （日语）.
119. ↑  . M-On! Music. 2017-01-19  [2020-07-27]. （原始内容存档于2020-12-27） （日语）.
120. ↑  . Rockin'On. 2018-11-12  [2020-07-27]. （原始内容存档于2020-12-27） （日语）.
121. ↑  . 明周娛樂. 2017-01-03  [2020-07-27]. （原始内容存档于2020-12-27） （中文（香港））.
122. ↑  . 音楽ナタリー. 2017-06-13  [2017-06-13]. （原始内容存档于2017-06-17） （日语）.
123. ↑  . T-SITE. 2017-07-31  [2018-04-28] （日语）.[]
124. ↑  . Musicman-NET. 2017-12-19  [2018-04-28]. （原始内容存档于2018-06-27） （日语）.
125. ↑  . Music Voice. 2018-05-01  [2018-06-27]. （原始内容存档于2018-06-27） （日语）.
126. ↑  . Excite. 2018-06-13  [2018-06-27]. （原始内容存档于2018-06-27） （日语）.
127. ↑  . Skream. 2017-01-17  [2018-05-11]. （原始内容存档于2021-10-06） （日语）.
128. ↑  . HMV. 2018-01-17  [2018-04-25]. （原始内容存档于2018-04-26） （日语）.
129. ↑  . TOWER RECORDS.   [2020-07-27]. （原始内容存档于2021-10-06） （日语）.
130. 1 2  . TVBS新聞網. 2018-04-07  [2020-07-17]. （原始内容存档于2020-12-27） （中文（臺灣））.
131. 1 2  . TOWER RECORDS. 2018-07-05  [2020-07-17]. （原始内容存档于2020-12-27） （日语）.
132. ↑  . Oricon.   [2020-07-27]. （原始内容存档于2011-02-15） （日语）.
133. ↑  . PR Times. 2020-04-20  [2020-05-05]. （原始内容存档于2021-09-18） （日语）.
134. ↑  . TOWER RECORDS. 2019-04-18  [2020-05-05]. （原始内容存档于2020-12-27） （日语）.
135. ↑  黃安柏. . 蕃新聞. 2018-11-06  [2020-06-24]. （原始内容存档于2020-06-26） （中文（臺灣））.
136. ↑  Sal Romano. . Gematsu. 2018-09-28  [2020-06-24]. （原始内容存档于2019-12-16） （英语）.
137. ↑  . Oricon. 2020-05-08  [2020-06-24]. （原始内容存档于2020-06-26） （日语）.
138. ↑  . Rockin'On. 2020-04-17  [2020-06-24]. （原始内容存档于2020-06-26） （日语）.
139. ↑  . 音楽ナタリー (ナターシャ). 2020-12-09  [2020-12-09]. （原始内容存档于2020-12-27） （日语）.
140. ↑  . コミックナタリー (ナターシャ). 2021-03-02  [2021-03-15]. （原始内容存档于2021-05-23） （日语）.
141. ↑  . OTOTOY. 2021-10-23  [2021-12-11]. （原始内容存档于2021-12-11） （日语）.
142. ↑  . Moshi Moshi. 2019-01-31  [2020-06-24]. （原始内容存档于2020-12-27） （中文（臺灣））.
143. ↑  . FNMNL. 2021-03-10  [2021-12-11]. （原始内容存档于2021-12-11） （日语）.
144. ↑  . Rockin' On. 2021-12-09  [2021-12-11]. （原始内容存档于2021-12-08） （日语）.
145. ↑  . TSUTAYA. 2022-02-18  [2022-02-19]. （原始内容存档于2022-03-09） （日语）.
146. ↑  . Pitchfork. 2022-12-06  [2023-01-05]. （原始内容存档于2023-01-05） （英语）.
147. ↑  Gotrich, Lars. . NPR. 2022-12-21  [2023-01-06]. （原始内容存档于2023-01-06） （英语）.
148. ↑  . Slant Magazine. 2022-12-07  [2023-01-01]. （原始内容存档于2023-01-06） （英语）.
149. ↑  s.h.i. . Real Sound: 1-2. 2022-04-22  [2022-12-11]. （原始内容存档于2022-11-04） （日语）.
150. ↑  張, 有君. . 鏡週刊. 2022-11-30  [2022-12-11]. （原始内容存档于2022-11-30） （中文（臺灣））.
151. ↑  . Encore. 2024-03-05  [2024-03-05]. （原始内容存档于2024-03-05） （日语）.
152. ↑  . 明報. 2024-02-26  [2024-03-05]. （原始内容存档于2024-02-26） （中文（香港））.
153. ↑  . 東方日報. 2018-09-01  [2020-07-17]. （原始内容存档于2018-10-08） （中文（香港））.
154. ↑  . アサ芸プラス. 2013-09-05  [2020-07-17]. （原始内容存档于2020-12-27） （日语）.
155. ↑  . excite. 2013-08-27  [2020-07-17]. （原始内容存档于2020-12-27） （日语）.
156. ↑  . Oricon. 2013-09-05  [2020-07-17] （日语）.
157. ↑  . RRB TODAY. 2016-09-23  [2020-07-17]. （原始内容存档于2020-06-14） （日语）.
158. ↑  . 新浪娱乐. 2002-09-09  [2020-07-17]. （原始内容存档于2005-04-11） （中文（中国大陆））.
159. ↑  . 太陽報. 2007-03-04  [2020-07-17]. （原始内容存档于2008-06-19） （中文（香港））.
160. ↑  李桂芬. . 中時電子報. 2014-02-03  [2020-07-17]. （原始内容存档于2020-12-27） （中文（臺灣））.
161. ↑  . マイナビ. 2014-02-03  [2020-07-17]. （原始内容存档于2020-12-27） （日语）.
162. ↑  . eltha. 2015-07-03  [2020-07-17]. （原始内容存档于2020-12-27） （日语）.
163. ↑  . 女性セブン. 2015-07-10  [2020-07-17]. （原始内容存档于2020-04-29） （日语）.
164. ↑  . RBB TODAY. 2012-08-09  [2020-07-17]. （原始内容存档于2021-09-18） （日语）.
165. ↑  . 搜狐娛樂. 2003-03-21  [2020-07-17]. （原始内容存档于2021-04-18） （中文（中国大陆））.
166. 1 2  . KKBOX. 2019-05-23  [2020-07-17]. （原始内容存档于2020-12-27） （中文（臺灣））.
167. ↑  . Genxy. 2021-06-26  [2021-06-27]. （原始内容存档于2021-07-02） （日语）.
168. ↑  . www.outjapan.co.jp. 2021-06-28  [2025-06-07] （jp）.
169. ↑  . 中央社 CNA. 2021-06-29  [2025-06-07] （中文（臺灣））.
170. 1 2 3  Dannii C. . Celebmix. 2016-02-22  [2020-07-20]. （原始内容存档于2020-12-27） （英语）.
171. 1 2  Marian Liu. . The Seattle Times. 2010-01-16  [2020-07-20]. （原始内容存档于2017-12-04） （英语）.
172. ↑  . bmr. 2013-06-14  [2020-07-20]. （原始内容存档于2020-12-27） （日语）.
173. ↑  . 尾崎豊スペシャルサイト.   [2020-07-20]. （原始内容存档于2016-03-05） （日语）.
174. ↑  . Music Voice. 2016-10-30  [2020-07-20]. （原始内容存档于2019-12-06） （日语）.
175. 1 2  . . encoremode. 2016-09-30  [2020-07-21]. （原始内容存档于2020-06-01） （日语）.
176. 1 2  . AERA dot. 2013-09-10  [2020-07-21]. （原始内容存档于2016-07-29） （日语）.
177. 1 2  清水浩司. . encoremode. 2016-09-23  [2020-07-21]. （原始内容存档于2020-07-16） （日语）.
178. ↑  . Japan Zone.   [2020-07-20]. （原始内容存档于2016-03-28） （英语）.
179. 1 2 3  . Real Sound. 2016-09-21  [2020-07-20]. （原始内容存档于2019-12-03） （日语）.
180. ↑  . HMV.   [2020-07-20]. （原始内容存档于2020-12-27） （日语）.
181. 1 2  . 宇多田ヒカルオフィシャルサイト.   [2020-07-18]. （原始内容存档于2021-10-06） （日语）.
182. ↑  . レコチョク.   [2020-07-20]. （原始内容存档于2015-05-14） （日语）.
183. 1 2  . 「#ヒカルパイセンに聞け」Q&Aサイト.   [2020-07-22]. （原始内容存档于2019-06-05） （日语）.
184. ↑  . Real Sound. 2019-08-04  [2020-07-22]. （原始内容存档于2019-10-25） （日语）.
185. ↑  出自朝日電視台音樂節目《MUSIC STATION》於2018年9月17日播映的「ULTRA FES」特輯。
186. 1 2  出自朝日電視台關西傑尼斯8冠名節目《關JAM 完全燃SHOW》於2016年10月16日播映的集數。
187. ↑  . Real Sound: 1. 2016-10-17  [2020-07-18]. （原始内容存档于2020-12-27） （日语）.
188. ↑  . . NIKKEI STYLE. 2018-09-23  [2020-07-18]. （原始内容存档于2020-12-27） （日语）.
189. ↑  . Real Sound: 2. 2016-10-17  [2020-07-18]. （原始内容存档于2021-10-06） （日语）.
190. ↑  pohiko. . Real Sound: 1. 2018-11-24  [2020-07-18]. （原始内容存档于2019-07-29） （日语）.
191. ↑  pohiko. . Real Sound: 2. 2018-11-24  [2020-07-18]. （原始内容存档于2019-07-29） （日语）.
192. 1 2  pohiko. . Real Sound: 3. 2018-11-24  [2020-07-18]. （原始内容存档于2019-07-29） （日语）.
193. 1 2 3  鶴田裕介. . 大手小町. 2018-05-17  [2020-07-22]. （原始内容存档于2020-12-27） （日语）.
194. 1 2  . NPR. 2009-03-26  [2020-07-22]. （原始内容存档于2020-12-27） （英语）.
195. ↑  . Female First. 2005-10-10  [2020-07-22]. （原始内容存档于2020-12-27） （英语）.
196. 1 2  . OK Music. 2016-07-20  [2020-07-22]. （原始内容存档于2020-05-04） （日语）.
197. 1 2  . . Real Sound: 2. 2016-09-28  [2020-07-22]. （原始内容存档于2020-07-16） （日语）.
198. ↑  川口あい. . Forbes JAPAN. 2019-07-31  [2020-07-23]. （原始内容存档于2020-07-17） （日语）.
199. 1 2  高橋博之. . 食べる通信. 2013-04-17  [2020-07-23]. （原始内容存档于2021-09-18） （日语）.
200. ↑  . . Weezy. 2018-07-19  [2020-07-23]. （原始内容存档于2019-05-04） （日语）.
201. 1 2  .  . trendnews. 2016-09-02  [2020-07-23]. （原始内容存档于2017-02-07） （日语）.
202. ↑  . Movie Walker Press. 2012-10-09  [2020-07-23]. （原始内容存档于2020-12-27） （日语）.
203. ↑  . さやわか: 3. 2016-11-14  [2020-07-23]. （原始内容存档于2020-12-27） （日语）.
204. 1 2  . Joshin.   [2020-07-22]. （原始内容存档于2019-03-29） （日语）.
205. 1 2  . Joshin.   [2020-07-22]. （原始内容存档于2017-09-03） （日语）.
206. ↑  . TOWER RECORDS.   [2020-07-22]. （原始内容存档于2016-12-30） （日语）.
207. ↑  . 宇多田ヒカルオフィシャルサイト. : 1  [2020-07-22]. （原始内容存档于2019-12-25） （日语）.
208. ↑  . ITmedia NEWS. 2018-07-18  [2020-07-22]. （原始内容存档于2019-05-08） （日语）.
209. ↑  . Sony. 2018-06-28  [2020-07-22]. （原始内容存档于2020-12-27） （日语）.
210. ↑  . Music News. 2022-02-11  [2022-02-15]. （原始内容存档于2022-03-09） （英语）.
211. ↑  . 音域.com. 2015-12-30  [2020-07-24]. （原始内容存档于2020-01-20） （日语）.
212. ↑  . Apple Music.   [2020-07-24]. （原始内容存档于2020-12-27） （中文（中国大陆））.
213. ↑  . Goo. 2017-06-05  [2020-07-24]. （原始内容存档于2020-12-27） （日语）.
214. ↑  高橋敦. . Phile Web. 2012-10-26  [2020-07-24]. （原始内容存档于2013-06-15） （日语）.
215. ↑  中村明一. . imidas. 2012-03-09  [2020-07-24]. （原始内容存档于2020-07-16） （日语）.
216. ↑  . Music Voice. 2016-07-25  [2020-07-24]. （原始内容存档于2019-07-02） （日语）.
217. ↑  . 日刊スポーツ. 2016-04-29  [2020-07-24]. （原始内容存档于2016-09-30） （日语）.
218. ↑  . Lite-ra: 2. 2016-01-28  [2020-07-24]. （原始内容存档于2020-12-27） （日语）.
219. ↑  . Lite-ra: 3. 2016-01-28  [2020-07-24]. （原始内容存档于2020-12-27） （日语）.
220. ↑  平賀哲雄.  . hotexpress. 2006-10-16  [2020-07-24]. （原始内容存档于2007-09-07） （日语）.
221. ↑  . . barks. 2014-05-28  [2020-07-24]. （原始内容存档于2015-03-22） （日语）.
222. 1 2  . . WHAT's IN. 2018-12-12  [2020-07-24]. （原始内容存档于2020-12-27） （日语）.
223. 1 2  . ナタリー. 2010-12-13  [2020-07-24]. （原始内容存档于2019-04-25） （日语）.
224. ↑  . 映画.com. 2012-11-17  [2020-07-18]. （原始内容存档于2020-12-27） （日语）.
225. ↑  . Oricon. 2016-10-02  [2020-07-18]. （原始内容存档于2019-06-12） （日语）.
226. ↑  . ナイスタイム. 2018-06-22  [2020-07-18]. （原始内容存档于2020-12-27） （日语）.
227. ↑  高橋敦. . PHILE WEB. 2014-03-10  [2020-07-18]. （原始内容存档于2020-12-27） （日语）.
228. ↑  . Real Sound. 2019-08-04  [2020-07-18]. （原始内容存档于2019-10-25） （日语）.
229. ↑  . MusicVoice. 2017-01-12  [2020-07-29]. （原始内容存档于2021-04-20） （日语）.
230. ↑  . HMV. 2005-12-21  [2020-07-18]. （原始内容存档于2020-12-27） （日语）.
231. ↑  佐藤ジェニー. . excite. 2016-12-10: 2  [2020-07-18]. （原始内容存档于2021-09-18） （日语）.
232. ↑  . Gambling Journal. 2016-10-07  [2021-03-28]. （原始内容存档于2021-03-28） （日语）.
233. ↑  . ZAKZAK. 2016-10-14  [2020-07-18]. （原始内容存档于2019-05-11） （日语）.
234. ↑  . BizMICE. 2018-03-05  [2020-07-18]. （原始内容存档于2020-12-27） （日语）.
235. ↑  . WHAT's IN tokyo. 2017-12-22  [2020-07-18]. （原始内容存档于2021-05-23） （日语）.
236. ↑  蕭采薇. . ETtoday新聞雲. 2019-05-28  [2020-07-18]. （原始内容存档于2020-12-27） （中文（臺灣））.
237. ↑  . Yahoo!ニュース. 2020-04-09  [2020-07-18] （日语）.[]
238. ↑  . Yahoo!ニュース. 2020-04-20  [2020-07-18] （日语）.[]
239. ↑  . ananweb. 2020-05-14  [2020-07-18]. （原始内容存档于2020-07-28） （日语）.
240. ↑  . HMV. 2016-11-16  [2020-07-18]. （原始内容存档于2021-09-18） （日语）.
241. ↑  . Real Sound. 2019-04-10  [2020-07-18]. （原始内容存档于2020-12-27） （日语）.
242. ↑  小池直也. . Music Voice. 2020-04-18  [2021-03-28]. （原始内容存档于2020-11-26） （日语）.
243. ↑  渡邊裕也. . Natalie. 2020-04-18: 3  [2021-03-28]. （原始内容存档于2019-01-08） （日语）.
244. ↑  . Oricon: 2. 2019-04-11  [2020-07-18]. （原始内容存档于2019-09-21） （日语）.
245. ↑  . barks. 2014-02-20  [2020-07-18]. （原始内容存档于2021-09-18） （日语）.
246. ↑  . Rockin'On. 2010-11-30  [2020-07-18]. （原始内容存档于2021-09-18） （日语）.
247. ↑  . 華人音樂入口指標.   [2020-07-18]. （原始内容存档于2020-12-27） （中文（臺灣））.
248. ↑  . ウォーカープラス. 2012-07-07  [2020-07-18]. （原始内容存档于2021-09-18） （日语）.
249. ↑  . 日刊大衆. 2019-04-29  [2020-07-18]. （原始内容存档于2019-05-02） （日语）.
250. ↑  . .   [2020-07-18]. （原始内容存档于2020-12-27） （日语）.
251. ↑  . .   [2020-07-18]. （原始内容存档于2020-06-13） （日语）.
252. ↑  . .   [2020-07-18]. （原始内容存档于2020-12-27） （日语）.
253. ↑  . TOWER RECORDS ONLINE. 2020-05-21  [2020-07-18]. （原始内容存档于2021-09-18） （日语）.
254. ↑  . music.jp. 2018-09-07  [2020-07-18]. （原始内容存档于2000-10-15） （英语）.
255. ↑  . JASRAC.   [2020-07-18]. （原始内容存档于2016-07-23） （日语）.
256. ↑   (PDF). 文化庁. 2019-03-05  [2019-05-11]. （原始内容存档 (PDF)于2019-03-06） （日语）.
257. ↑  小野貴弘. . ゲットナピ. 2018-12-30  [2020-07-18]. （原始内容存档于2019-03-30） （日语）.
258. ↑  . オリコンミュジックストア.   [2020-07-18]. （原始内容存档于2020-12-27） （日语）.
259. ↑  . 週刊現代. 2019-04-28: 4  [2020-07-18]. （原始内容存档于2020-12-27） （日语）.
260. ↑  . The Finger Words. 2019-04-29  [2020-07-18]. （原始内容存档于2020-12-27） （中文（臺灣））.
261. ↑  . レコチョク.   [2020-07-18]. （原始内容存档于2019-12-21） （日语）.
262. ↑  . J:COMテレビ番組表.   [2020-07-18]. （原始内容存档于2020-12-27） （日语）.
263. ↑  Cam Lindsay. . exclaim. 2007-11-14  [2020-07-18]. （原始内容存档于2020-05-26） （英语）.
264. ↑  前川ヤスタカ. . 現代ビジネス: 3. 2017-12-26  [2020-07-18]. （原始内容存档于2017-12-30） （日语）.
265. ↑  . ネタとピ. 2020-06-17  [2020-07-25]. （原始内容存档于2020-12-27） （日语）.
266. ↑  . 新浪網. 2002-01-23  [2020-07-25]. （原始内容存档于2020-12-27） （中文（中国大陆））.
267. ↑  . Apple Music.   [2020-07-25]. （原始内容存档于2020-12-27） （中文（臺灣））.
268. ↑  . めるも. 2019-03-01  [2020-07-25]. （原始内容存档于2020-12-27） （日语）.
269. ↑  . Oricon. 2019-05-06  [2020-07-25]. （原始内容存档于2019-05-07） （日语）.
270. ↑  . Goo. 2016-06-27  [2020-07-25]. （原始内容存档于2020-12-27） （日语）.
271. ↑  . excite. 2016-10-14: 1  [2020-07-25]. （原始内容存档于2020-12-27） （日语）.
272. ↑  荻原梓. . Real Sound: 1. 2020-05-19  [2020-07-18]. （原始内容存档于2020-07-14） （日语）.
273. ↑  . Internet Watch. 2003-01-22  [2020-07-25]. （原始内容存档于2021-09-18） （日语）.
274. ↑  . 宇多田ヒカルオフィシャルサイト. 1999-02-19  [2020-07-25]. （原始内容存档于2020-12-27） （日语）.
275. ↑  . Oricon. 2010-09-28  [2020-07-25]. （原始内容存档于2021-09-18） （日语）.
276. ↑  . J-CAST. 2011-05-26  [2020-07-25]. （原始内容存档于2020-12-27） （日语）.
277. ↑  . 日経クロストレンド: 1. 2019-10-10  [2020-07-25]. （原始内容存档于2020-07-31） （日语）.
278. ↑  . J-CAST. 2016-09-14  [2020-07-25]. （原始内容存档于2021-07-19） （日语）.
279. ↑  . QQ. 2004-05-26  [2020-07-25]. （原始内容存档于2021-09-18） （中文（中国大陆））.
280. ↑  . TOWER RECORDS. 2010-11-22  [2020-07-25]. （原始内容存档于2021-09-18） （日语）.
281. ↑  . 蘋果日報. 2005-01-21  [2020-07-25]. （原始内容存档于2020-12-27） （中文（中国大陆））.
282. ↑  . 日刊スポーツ. 2011-03-27  [2020-07-25]. （原始内容存档于2020-12-27） （日语）.
283. ↑  . Pop Scene. 2016-03-10  [2020-07-25]. （原始内容存档于2020-12-27） （日语）.
284. ↑  . Rooftop. 2016-04-07  [2020-07-25]. （原始内容存档于2020-06-14） （日语）.
285. ↑  . excite. 2016-09-27  [2020-07-25]. （原始内容存档于2021-09-18） （日语）.

## 外部連結
- 官方网站（日語）
- 宇多田光的Instagram帳戶
- 宇多田光的X（前Twitter）
- YouTube上的宇多田光頻道
- 宇多田光在豆瓣上的资料（简体中文）
- 宇多田光在互联网电影资料库（IMDb）上的資料（英文）
- 宇多田光在iTunes的頁面（日語）

Template:Navboxes